# Pennatula
A Pennatula a virágállatok (Anthozoa) osztályának a tengeritollak (Pennatulacea) rendjébe, ezen belül a Subsessiliflorae alrendjébe és a Pennatulidae családjába tartozó nem.
Rendjének és családjának a névadó típusneme.

## Rendszerezés
A nembe az alábbi 15 faj tartozik:
- Pennatula aculeata Danielssen, 1860
- Pennatula bayeri Barreira e Castro & Semaro de Medeiros, 2001
- Pennatula delicata Tixier-Durivault, 1966
- Pennatula fimbriata Herklots, 1858
- Pennatula grandis Ehrenberg, 1834
- Pennatula indica Thomson & Henderson, 1906
- Pennatula inflata Kükenthal, 1910
- Pennatula mollis Alder, 1867
- Pennatula moseleyi Kölliker, 1880
- Pennatula murrayi Kölliker, 1880
- Pennatula naresi Kölliker, 1880
- Pennatula pearceyi Kölliker, 1880
- Pennatula phosphorea Linnaeus, 1758
- Pennatula prolifera Jungersen, 1904
- Pennatula rubra (Ellis, 1761)

## Képek

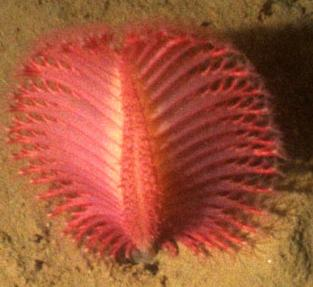
Pennatula aculeata
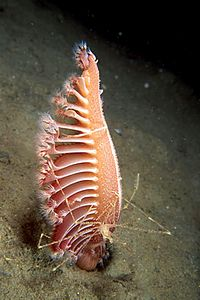
Pennatula rubra